# Guémappe
Guémappe est une commune française située dans le département du Pas-de-Calais en région Hauts-de-France. Ses habitants sont appelés les Gammapiens.
La commune fait partie de la communauté urbaine d'Arras qui regroupe 46 communes et compte 109 776 habitants en 2021.

## Géographie

### Localisation
Localisée dans l'extrême sud-est du département du Pas-de-Calais, Guémappe est une commune de la vallée du Cojeul située, à vol d'oiseau, à 8 km au sud-ouest de la commune d’Arras (chef-lieu d'arrondissement et préfecture du Pas-de-Calais).
Le territoire de la commune est limitrophe de ceux de cinq communes.
Les communes limitrophes sont  Chérisy, Héninel, Monchy-le-Preux, Vis-en-Artois et Wancourt.

### Géologie et relief
La superficie de la commune est de 4,52 km2 ; son altitude varie de 52  à   92 mètres.

### Hydrographie
Le territoire de la commune est situé dans le bassin Artois-Picardie.
La commune est traversée par le Cojeul, cours d'eau de 25,34 km, qui prend sa source dans la commune de Douchy-lès-Ayette et se jette dans la Sensée au niveau de la commune d'Éterpigny. Le Cojeul a un petit affluent qui ne court que sur la commune, le Guemappe, cours d'eau naturel de 1,12 km.

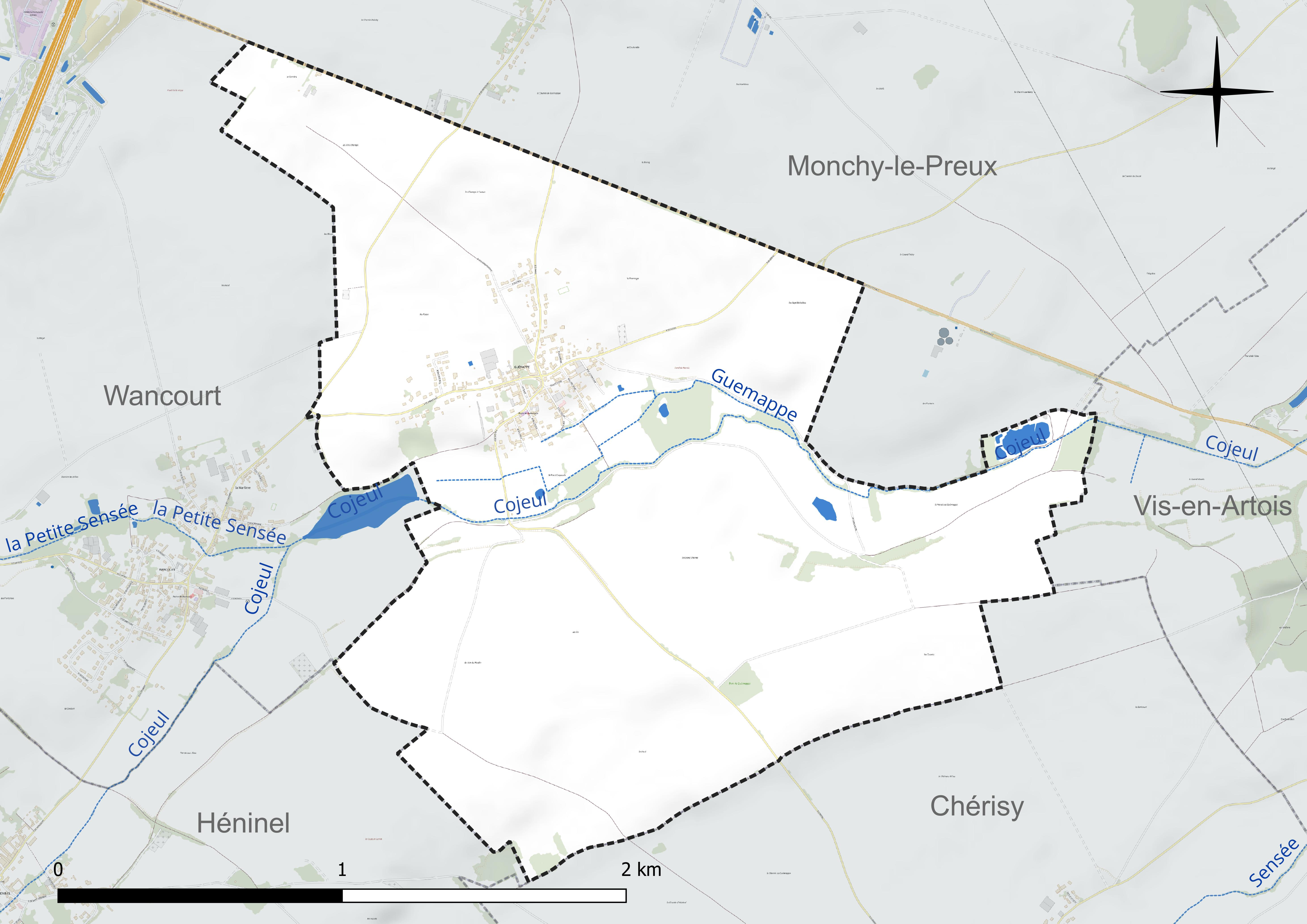
Réseau hydrographique de Guémappe.

### Climat
Pour des articles plus généraux, voir Climat des Hauts-de-France et Climat du Pas-de-Calais.
En 2010, le climat de la commune est de type climat océanique dégradé des plaines du Centre et du Nord, selon une étude du CNRS s'appuyant sur une série de données couvrant la période 1971-2000. En 2020, Météo-France publie une typologie des climats de la France métropolitaine dans laquelle la commune est exposée à un climat océanique et est dans la région climatique Nord-est du bassin Parisien, caractérisée par un ensoleillement médiocre, une pluviométrie moyenne régulièrement répartie au cours de l’année et un hiver froid (3 °C).
Pour la période 1971-2000, la température annuelle moyenne est de 10,4 °C, avec une amplitude thermique annuelle de 14,6 °C. Le cumul annuel moyen de précipitations est de 707 mm, avec 11,8 jours de précipitations en janvier et 8,8 jours en juillet. Pour la période 1991-2020, la température moyenne annuelle observée sur la station météorologique la plus proche, située sur la commune de Wancourt à 1 km à vol d'oiseau, est de 10,8 °C et le cumul annuel moyen de précipitations est de 711,4 mm,. Pour l'avenir, les paramètres climatiques de la commune estimés pour 2050 selon différents scénarios d'émission de gaz à effet de serre sont consultables sur un site dédié publié par Météo-France en novembre 2022.
| Mois                                  | jan.             | fév.             | mars          | avril         | mai             | juin           | jui.          | août          | sep.          | oct.          | nov.            | déc.             | année      |
| ------------------------------------- | ---------------- | ---------------- | ------------- | ------------- | --------------- | -------------- | ------------- | ------------- | ------------- | ------------- | --------------- | ---------------- | ---------- |
| Température minimale moyenne (°C)     | 1,3              | 1,4              | 3,4           | 5,1           | 8,4             | 11,2           | 13,1          | 13,1          | 10,7          | 7,9           | 4,4             | 1,9              | 6,8        |
| Température moyenne (°C)              | 3,8              | 4,3              | 7,2           | 10            | 13,3            | 16,2           | 18,4          | 18,4          | 15,4          | 11,5          | 7,2             | 4,3              | 10,8       |
| Température maximale moyenne (°C)     | 6,2              | 7,2              | 11            | 14,9          | 18,1            | 21,2           | 23,6          | 23,7          | 20,1          | 15,2          | 9,9             | 6,7              | 14,8       |
| Record de froid (°C) date du record   | −14,1 12.01.1987 | −13,3 07.02.1991 | −9,4 13.03.13 | −4,4 20.04.17 | −1,3 07.05.1997 | 2,3 05.06.1991 | 5,1 31.07.15  | 4,4 02.08.15  | 0,5 30.09.18  | −4 24.10.03   | −8,6 24.11.1998 | −12,8 29.12.1996 | −14,1 1987 |
| Record de chaleur (°C) date du record | 14,9 09.01.15    | 18,2 26.02.19    | 24,3 31.03.21 | 26,8 20.04.18 | 30,5 12.05.1998 | 34,4 18.06.22  | 41,7 25.07.19 | 37,6 06.08.03 | 34,6 15.09.20 | 29,3 01.10.11 | 19,9 07.11.15   | 16,1 07.12.00    | 41,7 2019  |
| Précipitations (mm)                   | 56,7             | 48,7             | 50,2          | 42,7          | 61              | 60,9           | 64,9          | 62,9          | 57,6          | 65,4          | 64              | 76,4             | 711,4      |

### Paysages
Pour un article plus général, voir Paysage en France.
La commune est située dans le paysage régional des grands plateaux artésiens et cambrésiens tel que défini dans l’atlas des paysages de la région Nord-Pas-de-Calais, conçu par la direction régionale de l'Environnement, de l'Aménagement et du Logement (DREAL),. Ce paysage régional, qui concerne 238 communes, est dominé par les « grandes cultures » de céréales et de betteraves industrielles qui représentent 70 % de la surface agricole utilisée (SAU).

### Milieux naturels et biodiversité

#### Zones naturelles d'intérêt écologique, faunistique et floristique
L’inventaire des zones naturelles d'intérêt écologique, faunistique et floristique (ZNIEFF) a pour objectif de réaliser une couverture des zones les plus intéressantes sur le plan écologique, essentiellement dans la perspective d’améliorer la connaissance du patrimoine naturel national et de fournir aux différents décideurs un outil d’aide à la prise en compte de l’environnement dans l’aménagement du territoire.
Le territoire communal comprend une ZNIEFF de type 1 : le marais de Wancourt-Guemappe, d’une superficie de 76 ha et d'une altitude variant de 51  à   70 mètres. Ce site constitue un vaste espace humide entouré par de l’agriculture intensive, il est composé d’un complexe de prairies alluviales anciennement exploitées, à courtes périodes d’inondations et est souvent asséché l'été.
et une ZNIEFF de type 2 : le complexe écologique de la vallée de la Sensée, d’une superficie de 50,53 km2 et d'une altitude variant de 30  à   45 mètres. Cette ZNIEFF de la vallée de la Sensée s’étend sur plus de 20 km depuis les communes de Remy et Haucourt jusqu’à la confluence de la rivière canalisée avec l’Escaut. Elle forme une longue dépression à fond tourbeux, creusée entre des plateaux aux larges ondulations ; Ostrevent au Nord, bas-Artois au Sud et Cambrésis à l’Est.

Carte des ZNIEFF de type 1 et 2 sur la commune
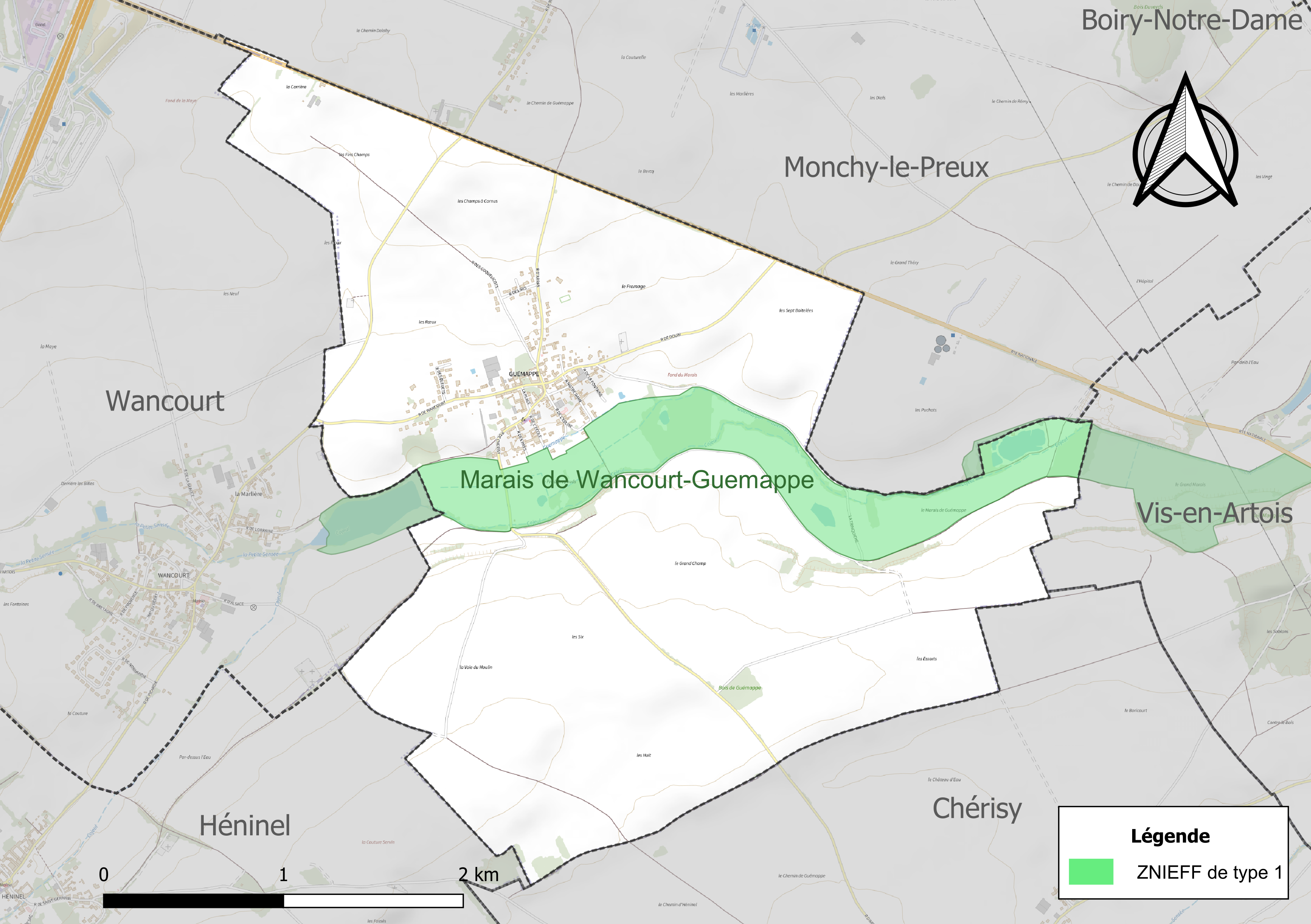
Carte de la ZNIEFF de type 1 sur la commune.
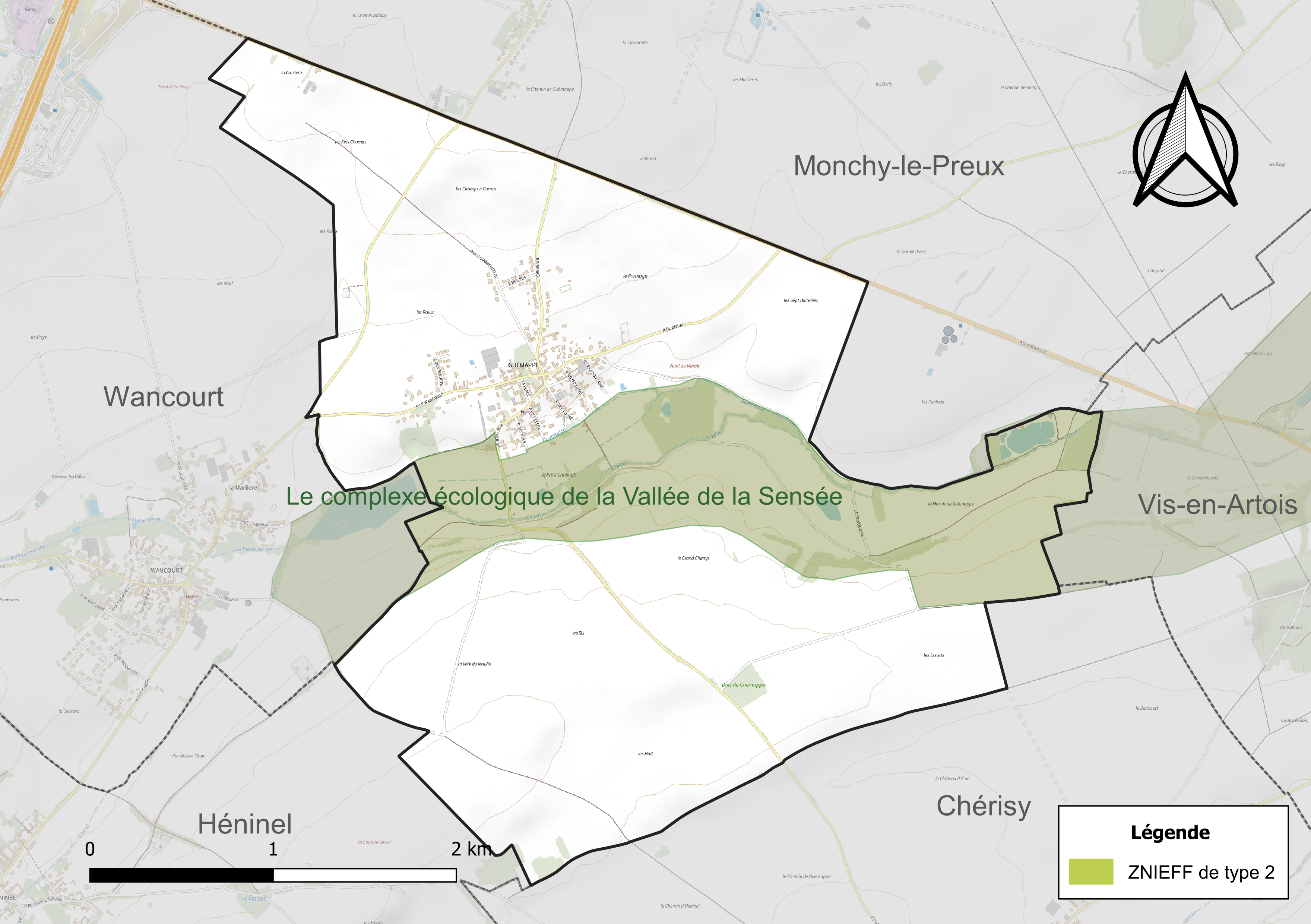
Carte de la ZNIEFF de type 2 sur la commune.

#### Espèces faunistiques et floristiques
Le site de l’Inventaire national du patrimoine naturel (INPN) recense 221 espèces faunistiques et floristiques sur le territoire de la commune dont 57 protégées et 23 menacées.

## Urbanisme

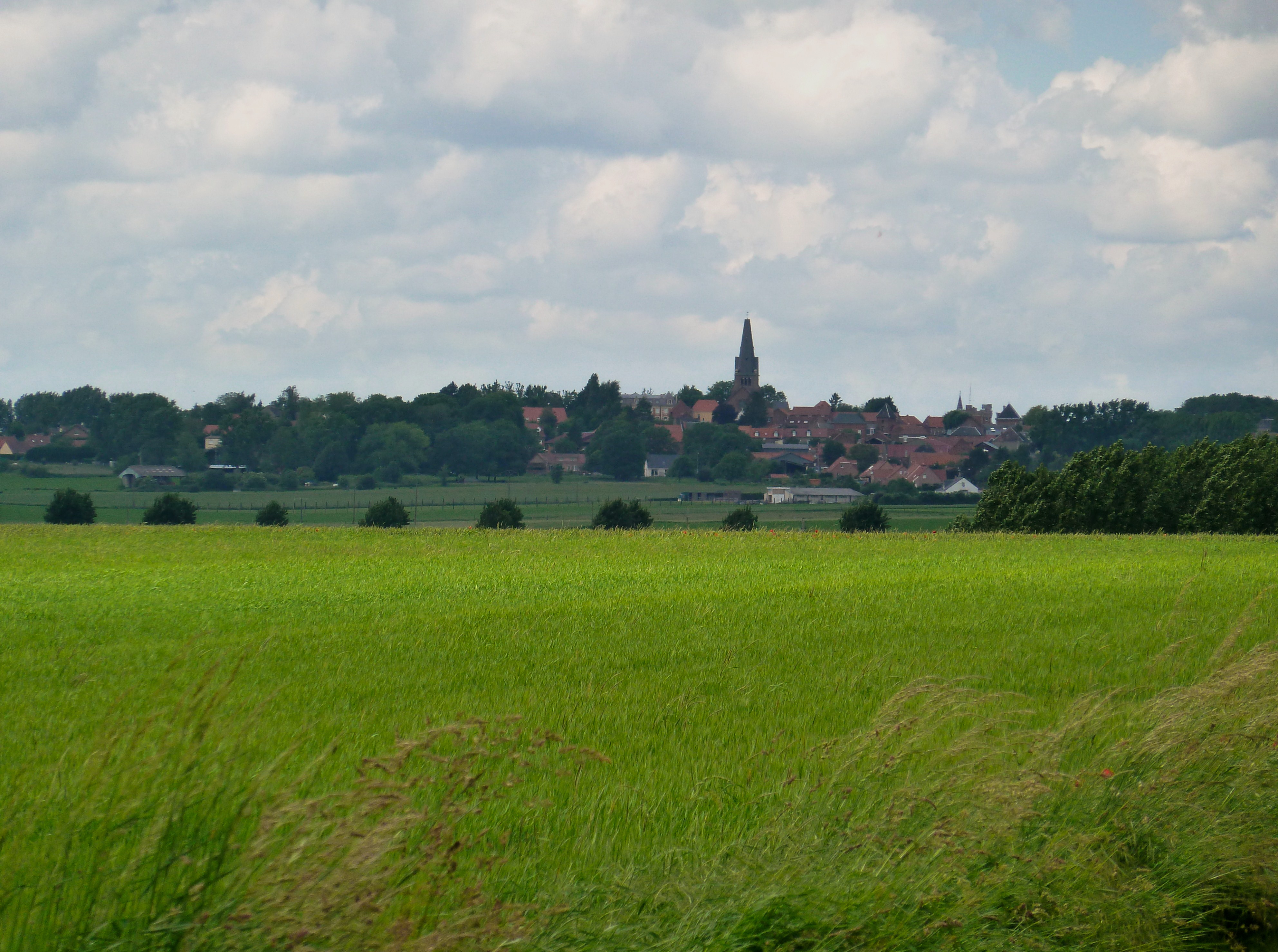
Une vue de la commune.

### Typologie
Au 1er janvier 2024, Guémappe est catégorisée bourg rural, selon la nouvelle grille communale de densité à sept niveaux définie par l'Insee en 2022.
Elle est située hors unité urbaine. Par ailleurs la commune fait partie de l'aire d'attraction d'Arras, dont elle est une commune de la couronne,. Cette aire, qui regroupe 163 communes, est catégorisée dans les aires de 50 000 à moins de 200 000 habitants,.

### Occupation des sols
L'occupation des sols de la commune, telle qu'elle ressort de la base de données européenne d’occupation biophysique des sols Corine Land Cover (CLC), est marquée par l'importance des territoires agricoles (93,6 % en 2018), en diminution par rapport à 1990 (100 %). La répartition détaillée en 2018 est la suivante : 
terres arables (87,9 %), zones urbanisées (6,4 %), prairies (5,6 %). L'évolution de l’occupation des sols de la commune et de ses infrastructures peut être observée sur les différentes représentations cartographiques du territoire : la carte de Cassini (XVIIIe siècle), la carte d'état-major (1820-1866) et les cartes ou photos aériennes de l'IGN pour la période actuelle (1950 à aujourd'hui).

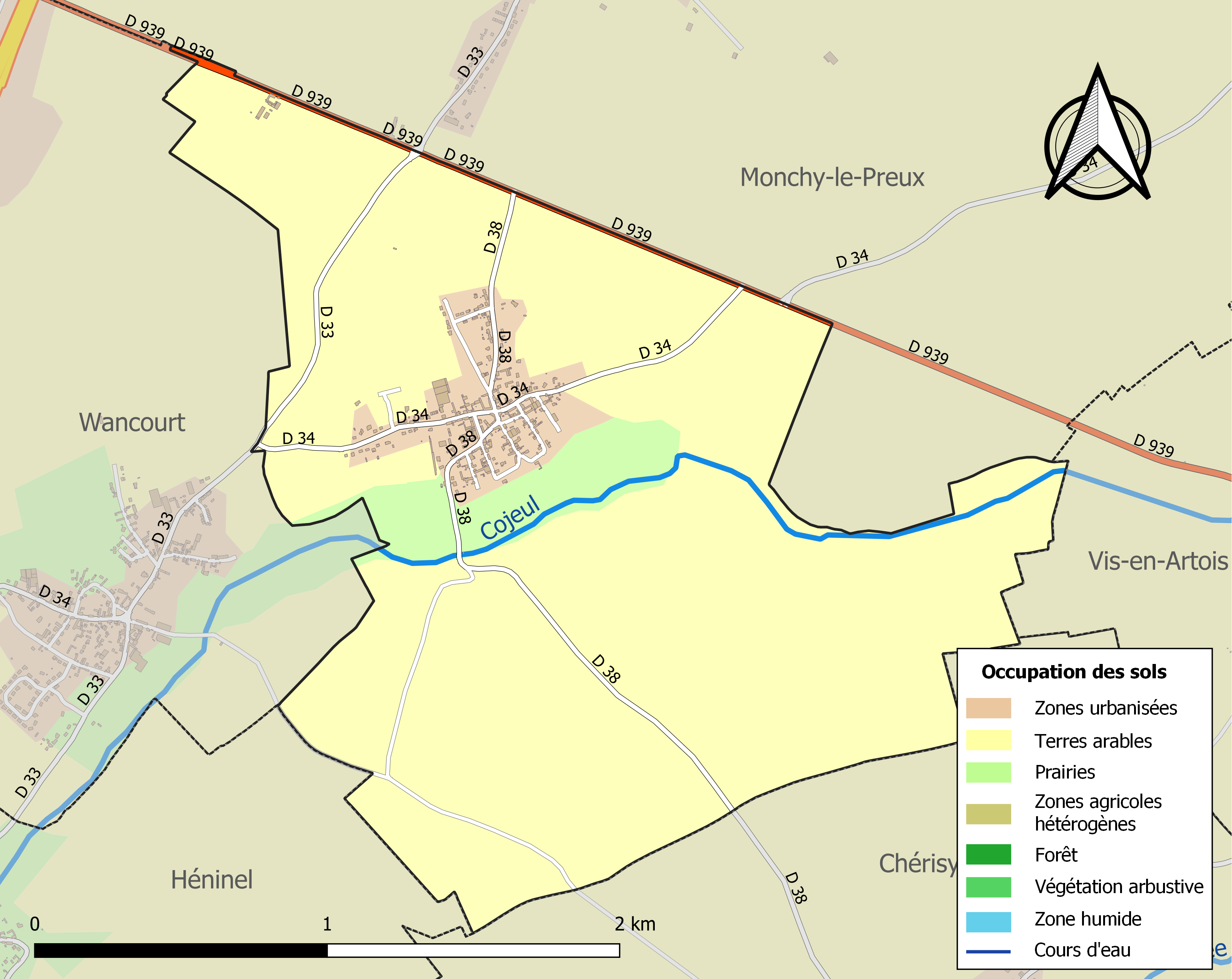
Carte des infrastructures et de l'occupation des sols de la commune en 2018 (CLC).

### Voies de communication et transports

#### Voies de communication
La commune est desservie par les routes départementales D 34 et D 38 et est limitrophe de la RN 39.

#### Transports
La commune se trouve à 9 km au sud-est de la gare d'Arras, située sur la ligne de Paris-Nord à Lille, desservie par des TGV inOui et des trains régionaux du réseau TER Hauts-de-France.

## Toponymie

### Attestations anciennes et actuelles
Le nom de la localité est attesté sous les formes Gammapium en 1135 ; Gamapium en 1154 ; Gammapia, Gamapia au XIIe siècle ; Gamape en 1233 ; Camape en 1236 ; Ganape en 1246 ; Gamappes au XIVe siècle ; Ghemappe en 1430 ; Ghenappes au XVe siècle ; Guémappes en 1720 ; Guemappe en 1793 ; Guemmappes et Guémappedepuis 1801.

### Étymologie
L'origine du toponyme Guémappe serait un dérivé de Gamapia » qui a donné les Gamaches, Jemappes, Jemeppe, etc. Le premier élément Gam- a été rapproché du latin gemelli « jumeaux » et du grec gamein « marier ». Le radical ap (celtique) ou apa (bas allemand) veut dire  eau. Leur réunion (Gam apa) signifie « la double eau », « les deux eaux ». Le sens global serait donc : « confluent ».

## Histoire
La seigneurie appartint aux Wancourt et aux Montmorency.

### Premère Guerre mondiale
Lors de la Première Guerre mondiale, le village est le théâtre de violents combats en avril 1917 et en août 1918.
Venus du petit port de Grimsby (au nord-est de l’Angleterre) et appartenant au 10e régiment du Lincolnshire, vingt soldats britanniques, foudroyés le 9 avril 1917 et figés coude contre coude dans une ultime danse macabre, ont été inhumés dans une fosse par leurs compagnons d’arme au lieu-dit le Point-du-Jour. Cette étonnante pratique funéraire n’est pas sans rappeler celle de 50 soldats écossais inhumés à Guémappe sur la route de Cambrai, dans leur tranchée « de départ d’assaut » et unis dans la mort, le bras enserrant la taille de leurs voisins.
Au-delà de la violence des combats, la fouille d’Arras a montré que des soldats détenaient encore sur eux une trousse d’urgence réglementaire contenant ouate, épingles de sûreté et fiole d’iode. Nombreux portaient le badge de bronze au nom de leur régiment. Enfin, certains possédaient casque et masque à gaz. Trois membres d’une même famille étaient côte à côte.
53 hommes de troupe du Royal Lincolnshire Regiment étaient encore récemment portés disparus ; aujourd’hui, 25 d’entre eux ont été retrouvés. L’identification des corps est rendue particulièrement difficile par le peu d’objets personnels en place ou conservés ; la plupart étaient récupérés avant inhumation et restitués aux familles. De plus, durant la Grande Guerre, les plaques d’identité britanniques étaient en cuir bouilli et ne se sont qu’exceptionnellement conservées.
Cependant, deux soldats du Royal Scots Regiment ont été identifiés par la Commonwealth War Graves Commission. Tous ont été inhumés dans le cimetière militaire britannique du Point-du-Jour.
La commune est décorée de la croix de guerre 1914-1918 par décret du 23 septembre 1920, distinction également attribuée à 276 autres communes du Pas-de-Calais.

La bataille d'Arras (1917)
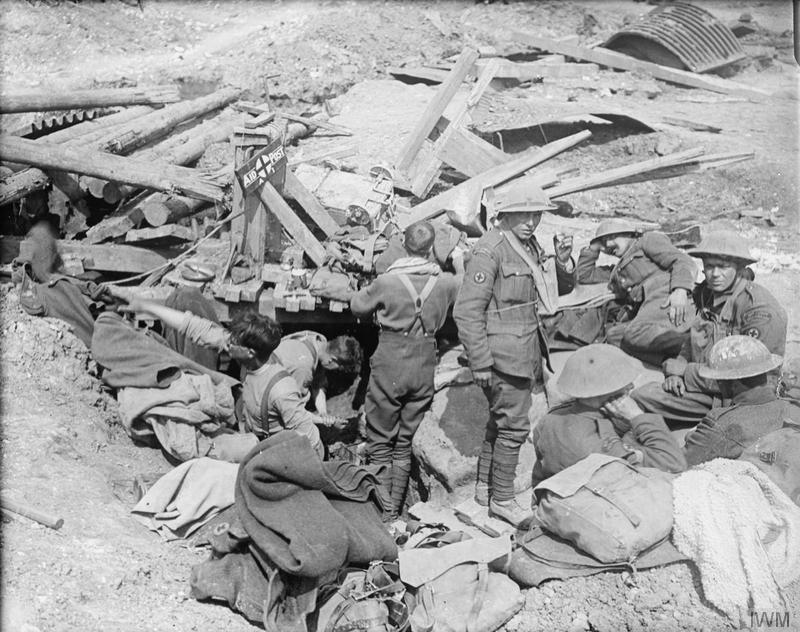
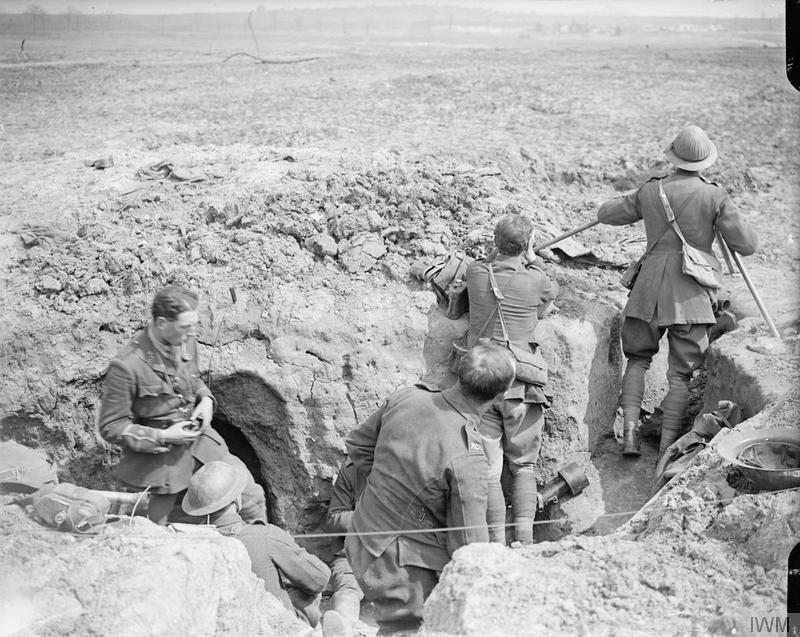

## Politique et administration

### Découpage territorial
La commune se trouve dans l'arrondissement d'Arras du département du Pas-de-Calais, depuis 1801.

#### Commune et intercommunalités
La commune est membre de la communauté urbaine d'Arras.

#### Circonscriptions administratives
La commune est rattachée au canton d'Arras-3. Avant le redécoupage cantonal de 2014, elle était, depuis 1801, rattachée au canton de Croisilles.

#### Circonscriptions électorales
Pour l'élection des députés, la commune fait partie de la première circonscription du Pas-de-Calais.

### Élections municipales et communautaires

#### Liste des maires
| Période                                  | Période                       | Identité        | Étiquette | Qualité                                                                     |
| ---------------------------------------- | ----------------------------- | --------------- | --------- | --------------------------------------------------------------------------- |
| Les données manquantes sont à compléter. |                               |                 |           |                                                                             |
| mars 2001                                | 2008                          | Jacques Tricart |           |                                                                             |
| mars 2008                                | En cours (au 16 janvier 2015) | Reynald Roche   |           | Ancien cadreRéélu pour le mandat 2014-2020, Réélu pour le mandat 2020-2026, |

## Équipements et services publics

### Enseignement
La commune est située dans l'académie de Lille et dépend, pour les vacances scolaires, de la zone B.
Elle administre une école élémentaire en regroupement pédagogique intercommunal (RPI 59).

### Justice, sécurité, secours et défense
La commune dépend du tribunal judiciaire d'Arras, du conseil de prud'hommes d'Arras, de la cour d'appel de Douai, du tribunal de commerce d'Arras, du tribunal administratif de Lille, de la cour administrative d'appel de Douai, du pôle nationalité du tribunal judiciaire d’Arras et du tribunal pour enfants d'Arras.

## Population et société

### Démographie
Les habitants de la commune sont appelés les Gammapiens.

#### Évolution démographique
L'évolution du nombre d'habitants est connue à travers les recensements de la population effectués dans la commune depuis 1793. Pour les communes de moins de 10 000 habitants, une enquête de recensement portant sur toute la population est réalisée tous les cinq ans, les populations de référence des années intermédiaires étant quant à elles estimées par interpolation ou extrapolation. Pour la commune, le premier recensement exhaustif entrant dans le cadre du nouveau dispositif a été réalisé en 2006.

En 2022, la commune comptait 410 habitants, en évolution de +20,23 % par rapport à 2016 (Pas-de-Calais : −0,72 %, France hors Mayotte : +2,11 %).
| 1793 | 1800 | 1806 | 1821 | 1831 | 1836 | 1841 | 1846 | 1851 |
| ---- | ---- | ---- | ---- | ---- | ---- | ---- | ---- | ---- |
| 305  | 333  | 343  | 347  | 448  | 452  | 461  | 482  | 483  |

| 1856 | 1861 | 1866 | 1872 | 1876 | 1881 | 1886 | 1891 | 1896 |
| ---- | ---- | ---- | ---- | ---- | ---- | ---- | ---- | ---- |
| 432  | 429  | 464  | 486  | 440  | 433  | 422  | 421  | 398  |

| 1901 | 1906 | 1911 | 1921 | 1926 | 1931 | 1936 | 1946 | 1954 |
| ---- | ---- | ---- | ---- | ---- | ---- | ---- | ---- | ---- |
| 382  | 368  | 321  | 184  | 223  | 211  | 213  | 222  | 221  |

| 1962 | 1968 | 1975 | 1982 | 1990 | 1999 | 2006 | 2011 | 2016 |
| ---- | ---- | ---- | ---- | ---- | ---- | ---- | ---- | ---- |
| 260  | 250  | 240  | 248  | 343  | 392  | 360  | 364  | 341  |

| 2021 | 2022 | - | - | - | - | - | - | - |
| ---- | ---- | - | - | - | - | - | - | - |
| 394  | 410  | - | - | - | - | - | - | - |

#### Pyramide des âges
En 2018, le taux de personnes d'un âge inférieur à 30 ans s'élève à 28,8 %, soit en dessous de la moyenne départementale (36,7 %). À l'inverse, le taux de personnes d'âge supérieur à 60 ans est de 27,5 % la même année, alors qu'il est de 24,9 % au niveau départemental.
En 2018, la commune comptait 177 hommes pour 172 femmes, soit un taux de 50,72 % d'hommes, largement supérieur au taux départemental (48,50 %).
Les pyramides des âges de la commune et du département s'établissent comme suit.
| Hommes | Classe d’âge | Femmes |
| ------ | ------------ | ------ |
| 1,2    | 90 ou +      | 0,6    |
| 7,3    | 75-89 ans    | 8,1    |
| 20,2   | 60-74 ans    | 17,6   |
| 26,5   | 45-59 ans    | 33,9   |
| 14,6   | 30-44 ans    | 12,5   |
| 14,3   | 15-29 ans    | 11,2   |
| 15,9   | 0-14 ans     | 16,1   |

| Hommes | Classe d’âge | Femmes |
| ------ | ------------ | ------ |
| 0,5    | 90 ou +      | 1,6    |
| 5,6    | 75-89 ans    | 8,9    |
| 16,7   | 60-74 ans    | 18,1   |
| 20,2   | 45-59 ans    | 19,2   |
| 18,9   | 30-44 ans    | 18,1   |
| 18,2   | 15-29 ans    | 16,2   |
| 19,9   | 0-14 ans     | 17,9   |

## Culture locale et patrimoine

### Lieux et monuments
- La chapelle, qui est en cours de restauration [Quand ?]. Une association a acheté pour l'euro symbolique la chapelle de la famille Guémappe.
- L'église, reconstruite après la Première Guerre mondiale[41], est dédiée à saint Léger, les peintures intérieures sont refaites en 2004. Elle héberge un élément patrimonial, répertorié dans la base Palissy, classé au titre d'objet des monuments historiques[42] ainsi que des sculptures de bois représentant des scènes de la bible.
- Le monument aux morts[43].
- Le Tank Cemetery.
- Le Guemappe British Cemetery.

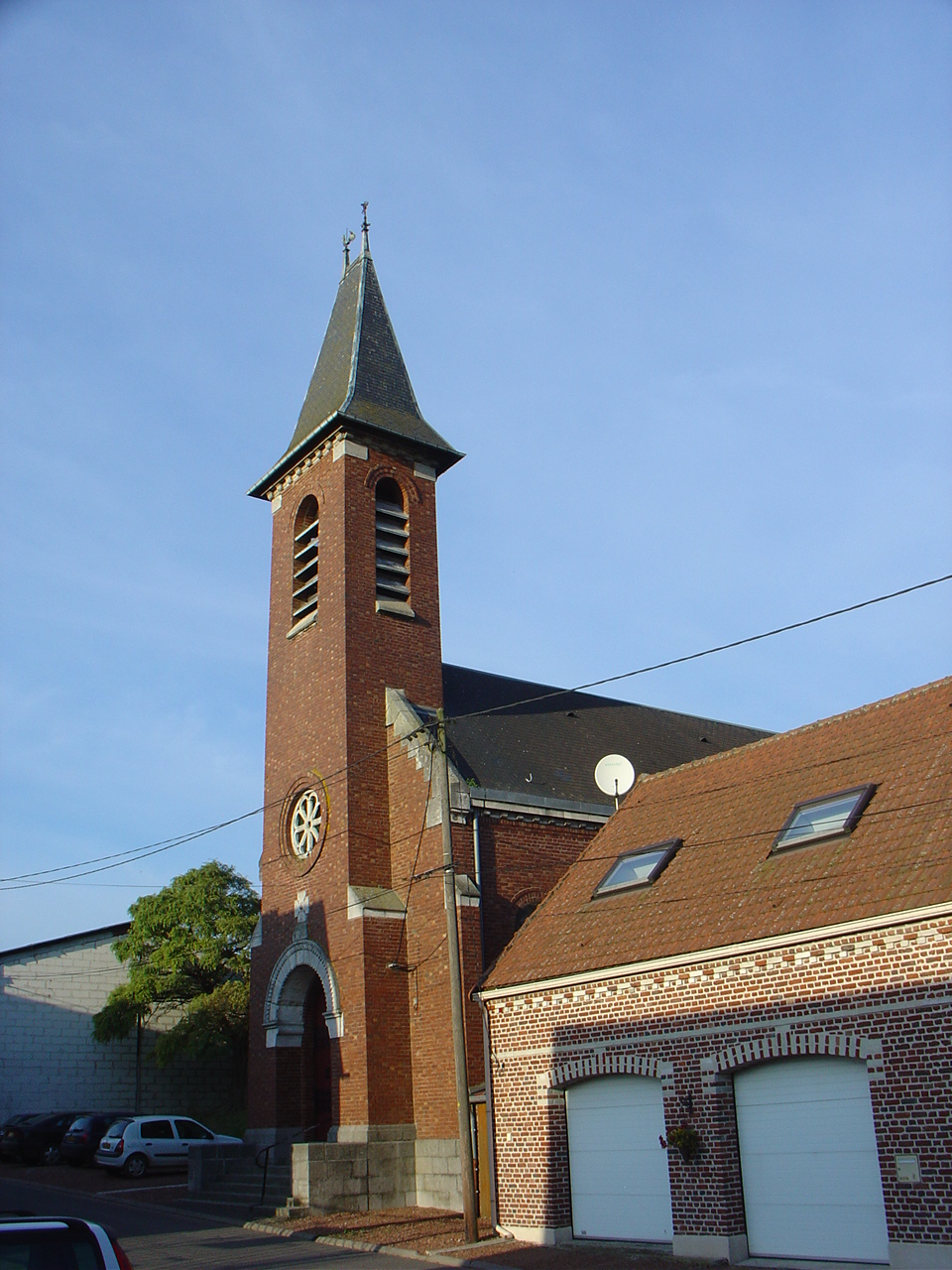
L'église.
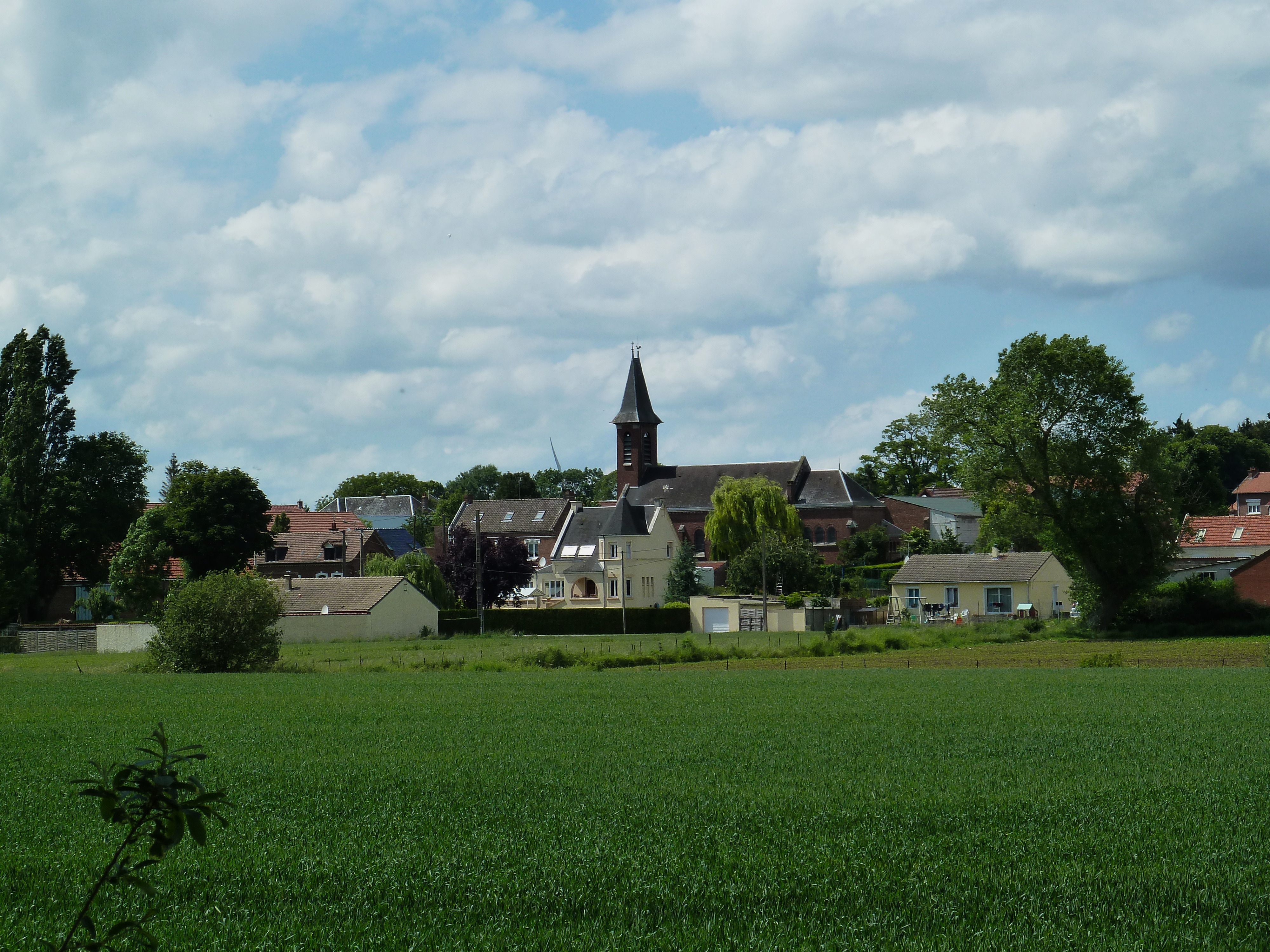
L'église Saint-Léger vue de la campagne.
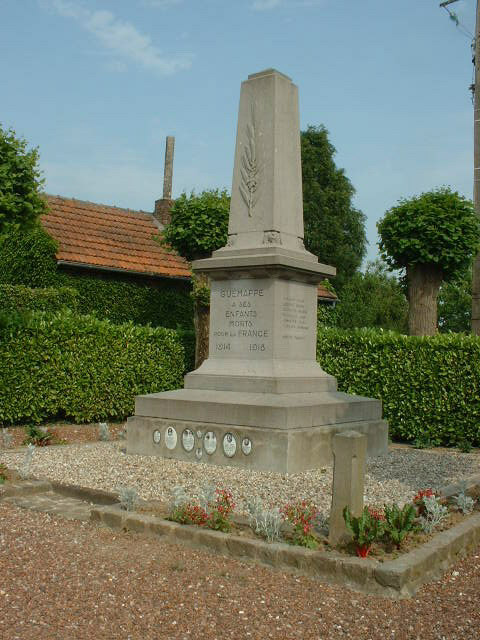
Le monument aux morts.

### Héraldique, logotype et devise
| Blason de Guémappe | Blason  | D'or à la croix de gueules chargé en cœur d'un losange du champ, cantonnée de quatre alérions d'azur. |
| Blason de Guémappe | Détails | Le statut officiel du blason reste à déterminer.                                                      |

## Pour approfondir